# Sammlung Landesbank Baden-Württemberg
Die Sammlung Landesbank Baden-Württemberg ist eine Kunstsammlung der Landesbank Baden-Württemberg. Sie umfasst rund 2000 Exponate moderner und zeitgenössischer europäischer Kunst.
Ausgangspunkt der Sammlung bildete der Stuttgarter Hölzelkreis, zu dessen Vertretern u. a. Oskar Schlemmer und Willi Baumeister gehören. Seit den 1990er-Jahren erfolgt der Aufbau der Sammlungsteile zur nationalen und internationalen zeitgenössischen Kunst mit ca. 60 Künstlern, u. a.: Franz Ackermann, Thomas Demand, Otto Dix, Günther Förg, Andreas Gursky, Georg Herold, Martin Kippenberger, Thomas Locher, Michel Majerus, Reinhard Mucha, Albert Oehlen, Hans-Peter Porzner, Thomas Ruff, Thomas Schütte, Rosemarie Trockel, Tobias Rehberger, Wolfgang Tillmans. Ein Teil der Sammlungsbestände wird im  Museum für Neue Kunst in Karlsruhe gezeigt.